# Gregorio de Castañeda
Gregorio de Castañeda (n. Corona de España, 1517 - océano Pacífico del Virreinato del Perú, mediados de 1567) fue un militar y conquistador español. En el proceso judicial que se formó contra el gobernador chileno Pedro de Valdivia en 1548, debido al ajusticiamiento del adelantado Pedro Sancho de Hoz, declaró a su favor, por lo que contribuyó a que Valdivia fuese absuelto, y que posteriormente fuera asignado como teniente de gobernador general de Santiago del Estero, subordinado a la Capitanía General de Chile, desde 1561 hasta 1563. 

## Biografía

### Primeros años y viaje a la Sudamérica española
Gregorio de Castañeda nació en el año 1517, en alguna parte de la entonces Corona de España. Hacia 1542 ya figuraba en el nuevo Virreinato del Perú.
En la Capitanía General de Chile, su gobernador Pedro de Valdivia decidió enviar a Alonso de Monroy al Perú en busca de provisiones en enero de 1542, debido a la sublevación indígena y la destrucción de la ciudad de Santiago que habían dejado a los conquistadores en la más completa miseria.
En septiembre de 1543 gracias a la ayuda prestada por Cristóbal Vaca de Castro, quien fuera un amigo de Valdivia, Monroy pudo regresar con 70 hombres, entre los cuales estaba Castañeda con el rango de alférez, además de caballos y víveres a bordo de una nave, y arribaron a Valparaíso en diciembre del mismo año.

### Testigo del juicio a Valdivia en Lima
El gobernador chileno Pedro de Valdivia, elegido por el Cabildo de Santiago, estaba con sus hombres cerca de la ciudad de Tacna en agosto de 1548 cuando el visitador Pedro de Hinojosa —un enviado de Pedro de la Gasca, gobernador interino del Virreinato del Perú— se presentó en la misma y disimuló sus intenciones para tener tiempo de indagar, diciéndole que estaba allí solamente por el asunto de los aborígenes y las fechorías de sus reclutas, ya que había causas insuficientes para tomar medidas contra Valdivia más allá de una amonestación.
Después de unos días de averiguaciones, el delegado del gobernador virreinal pudo al menos confirmar que el adelantado Pedro Sancho de la Hoz había sido ejecutado en la ciudad de Santiago de Chile, por lo cual Valdivia fue apresado y llevado a Lima para iniciarle un juicio y determinar si había dado la orden de la decapitación y cuál era la causa del ajusticiamiento.
El 24 de octubre del citado año, llegó a El Callao una fragata con algunos soldados de Chile que venían a quejarse de Valdivia personalmente ante La Gasca y para que no le dieran el título de gobernador, y como parecía inclinado a permitir la partida de Valdivia a Chile, los enemigos decididos a impedirlo, redactaron un pliego que contenía 57 acusaciones, y se lo hicieron llegar, las cuales se podrían agrupar de la siguiente manera: desobediencia a la autoridad de los delegados del rey, tiranía, crueldad con sus subalternos, codicia insaciable, irreligiosidad y costumbres relajadas con escándalo público.
En la misma fragata llegaban también Pedro de Villagra, Gregorio de Castañeda y otros vecinos afines a Valdivia, con importantes cartas del Cabildo de Santiago que abogaban a su favor y solicitaban a La Gasca le nombrase gobernador de Chile. De esta manera, todos los leales a Valdivia que le habían acompañado en su viaje a Lima y los que fueron con Villagra, eran casi los únicos que conocían los hechos de Chile y estaban habilitados para testificar. El 5 de noviembre de 1548, Castañeda declaró como testigo en el juicio, y entre otras respuestas, expresó que Valdivia debió proceder al ajusticiamiento porque querían asesinarlo y estaban tramando un motín.
El 2 de noviembre del mismo año, Valdivia elaboró un largo escrito con su defensa y finalmente el presidente pudo establecer en lo relativo a su principal preocupación, que la real provisión del adelantado Pedro Sancho de la Hoz estaba facultado solamente para conquistar y gobernar los territorios al sur del estrecho de Magallanes, ya que para entonces se creía que un gran continente continuaba hacia el sur al que llamaban Terra Australis. Respecto a las otras acusaciones, pudo constatar que eran falsas o sencillamente que eran de poca relevancia.
En la sentencia del 19 de noviembre de 1548, Valdivia fue absuelto y autorizado a volver con título de gobernador de la Capitanía General de Chile, eso sí, con algunas condiciones. La declaración de Gregorio de Castañeda había contribuido a que Pedro de Valdivia fuese absuelto.

### Bajo el gobierno chileno de Valdivia
Pedro de Valdivia en una expedición al sur de Chile y marchando junto a la costa llegó cerca de la desembocadura del río Imperial, dentro de los actuales límites de la comuna de Arauco, en la provincia homónima. Lo recorrió hacia el este y en la confluencia entre aquel río y el de Damas erigió un fuerte que llamó La Imperial, en octubre de 1551, siendo Gregorio de Castañeda vecino fundador y quien en 1552 se convirtió en regidor del Cabildo de la nueva ciudad. A fines de 1553 se sumó a lan hueste de Juan Gómez de Almagro, conocidos como los «catorce de la fama», donde fue herido por los guerreros mapuches en el valle de Elicura.

### Teniente de gobernador general de Santiago del Estero
Fue designado en 1561 como teniente de gobernador por Francisco de Villagra, gobernador de Chile, en reconocimiento por su testimonio en favor de Valdivia.
Castañeda comenzó su gobierno capturando por sorpresa a su predecesor Juan Pérez de Zurita, quien pretendió desconocer su autoridad. Sin guardarle ninguna consideración a su exjefe, Castañeda lo sometió a un duro juicio de residencia, le quitó su encomienda de indígenas y lo envió preso a Chile, en agosto de 1561. La encomienda le fue otorgada a Francisco de Godoy, yerno de Francisco de Aguirre.
El 20 de agosto de 1561 se fundó la ciudad de Nieva, primera fundación de la actual ciudad de San Salvador de Jujuy, colocándose ese nombre en honor al virrey del Perú, Diego López de Zúñiga y Velasco, conde de Nieva. Pero las condiciones de su fundación fueron tan precarias que pronto hubo que abandonarla.
Le cambió los nombres a todas las ciudades de la gobernación, solamente Santiago del Estero conservó su nombre. Este teniente de gobernador soñaba con descubrir y explotar yacimientos de oro y plata en Famatina, hacerse una fortuna, quedar bien ante el virrey del Perú, y finalmente abrirse puertas para cargos de mayor importancia. Nada de esto se concretó.
Contrariamente, Castañeda cometió muchos desaciertos; tenía un carácter arbitrario y se enemistó con los viejos conquistadores, a quienes quitó las encomiendas de indígenas que les había otorgado Pérez de Zurita.
Castañeda abusó en provecho propio de las encomiendas de Manogasta y Soconcho. Aprovechando un viaje del gobernante hacia el norte, los calchaquíes, contando con la ayuda de aborígenes de Catamarca, atacaron las ciudades españolas. El mayor número de los atacantes hizo difícil su defensa. Ante su acoso, Castañeda debió trasladar Londres al valle de Conando en el año 1562, en la actual ciudad de Andalgalá.
Tuvo procedimientos inhumanos, pues pretendió imponerse con el terror. Esto enfureció a los aborígenes que dieron muerte a los primeros habitantes de la ciudad de Córdoba de Calchaquí. Las fuerzas del cacique Juan Calchaquí, destruyeron las ciudades de Londres, Nieva y Cañete, matando a treinta hombres y quince mujeres y niños, todos españoles. Las tres ciudades pobladas por Pérez de Zurita fueron despobladas en el gobierno de Castañeda.
Al llegar las noticias de Cañete, en enero de 1562, partieron desde Santiago del Estero cuarenta soldados bien pertrechados con ciento veinte caballos, para poder -mediante una marcha forzada- llegar a defender esa ciudad. Iban muchos soldados destacados como Hernán Mejía de Mirabal, Santos Blázquez, Francisco de Carvajal, Juan Pérez Moreno y Alonso Abad. 
El 22 de noviembre de 1562 el cacique Juan Calchaquí cercó la ciudad de Córdoba de Calchaquí con más de 4000 hombres. Los defensores de la ciudad eran solo 30 españoles y unas cuantas mujeres. Los atacantes intentaron derribar las murallas, acabar con los alimentos y romper con sus flechas las tinajas con agua. Durante cuatro días y sus respectivas noches, los naturales atacaban en grupos de guerreros descansados, mientras que los españoles eran siempre los mismos, quienes cada vez estaban más heridos y con escasas municiones.
Fue una lucha brutal, hasta que la cuarta noche los españoles, aprovechando un vano abierto en la muralla, escaparon a caballo llevando a sus mujeres y niños. Al cabo de dos leguas de huida, por unos gemidos de unos niños, los indígenas advirtieron esa circunstancia y les dieron alcance matando muchos españoles. La descripción de esa batalla fue dada por Alonso Díaz Caballero, uno de sus pocos sobrevivientes, el 21 de enero de 1564. La caída de esta ciudad produjo un desbande en las poblaciones españolas situadas en ese valle. Todos huyeron y se guarecieron en Santiago del Estero que era la única ciudad que quedaba en pie en diciembre de 1562.

### Alcalde de La Imperial en Chile
Sintiéndose impotente y con una situación militar y política insostenible, el teniente de gobernador Castañeda delegó la administración en su lugarteniente, el capitán Manuel de Peralta, y se fue a Chile. Finalmente asumiría Francisco de Aguirre por segunda ocasión pero esta vez con título de gobernador del Tucumán.
En los años 1564 y 1565 ocupó el cargo de alcalde de La Imperial, en el territorio de la Araucanía chilena.

### Fallecimiento
Hacia 1566 Gregorio de Castañeda viajó al Perú y a mediados de 1567 tomó un barco de regreso a Chile, rumbo a Concepción. En una tormenta el barco naufragó provocando su fallecimiento.

## Matrimonio y descendencia
Gregorio de Castañeda se unió en matrimonio en el año 1560 con Bernardina Vázquez de Tobar (n. ca. 1532), una hija de Lucas Vázquez de Tobar (n. ca. 1502) y de María López de Espinosa (n. ca. 1512). De este enlace nacieron por lo menos tres hijas:
- Marcela de Castañeda[14] (n. La Imperial,[14] ca. 1561) que se casó en la ciudad de nacimiento[14] con Bartolomé de Tapia[14] (n. Villanueva de la Serena,[14] Extremadura, ca. 1561 - La Imperial, antes de 1588),[14] un hijo de Francisco de Tapia[14] (n. ib.,[14] 1531).[14]
- Petronila de Castañeda Vázquez[15] (n. La Imperial,[15] ca. 1563) que se enlazó con Álvaro Gómez de Loaysa.[15] Ella tuvo en 1600 una célebre actuación en el sitio de su ciudad natal por los aborígenes araucanos, durante la Guerra de Arauco.[15]
- Bernardina de Castañeda Vázquez[16] (n. La Imperial,[16] ca. 1565) se matrimonió con Salvador de Careaga[16] (n. Almería[16] de Granada, España, ca. 1555 - Santiago de Chile,[16] 26 de agosto de 1609)[16] quien pasara a Chile con sus padres, Martín de Careaga[16] y María de Ortega,[16] en 1551.[16]